# Marquesado de Melgarejo de los Infantes
El marquesado de Melgarejo de los Infantes es un título nobiliario pontificio, concedido por el papa San Pío X, por Breve de 20 de febrero de 1907 a Ramón Melgarejo y Melgarejo Enseña y Castilla-Portugal, caballero de Calatrava, benefactor de la Iglesia Católica, hijo del IV duque de San Fernando de Quiroga. La denominación del título concedido fue el de marqués de Melgarejo.  El concesionario, cuando solicitó autorización para usar el título en España, pidió que la autorización se concediera con la denominación de marqués de Melgarejo de los Infantes para evitar duplicidad. Dicha autorización se concedió por Real Orden de 2 de noviembre de 1907.
El hijo del tercer titular, fallecido en 2009, solicitó la autorización para usar el título en España pero esta fue denegada porque «el Consejo de Estado considera que no concurren los requisitos legales para autorizar el uso en España del título pontificio de Marqués de Melgarejo de los Infantes».

## Marqueses de Melgarejo de los Infantes
- Ramón Melgarejo y Melgarejo (Villanueva de los Infantes, 31 de mayo de 1857-6 de diciembre de 1932), I marqués de Melgarejo de los Infantes,[3] hijo de José María Melgarejo y Enseña, IV duque de San Fernando de Quiroga, y de su esposa Rosario Melgarejo y Castilla-Portugal.[4]

Contrajo matrimonio en Madrid el 12 de noviembre de 1885 con Mercedes Baillo y Moreno. Le sucedió su hijo:
- Antonio Melgarejo y Baillo de la Beldad (San Clemente, 19 de diciembre de 1889-Madrid, 11 de diciembre de 1972[5]) II marqués de Melgarejo de los Infantes, caballero de la Orden de Calatrava, ingeniero agrónomo.  El 29 de agosto de 1950 «obtuvo Breve pero no el reconocimiento».[3][1]

Se casó el 17 de mayo de 1919 con María Encarnación Martínez del Peral y Sandoval, hija de Julián Martínez del Peral y Martínez del Castillo y de María del Pilar Sandoval y Melgarejo, XI marquesa de Valdeguerrero. Le sucedió su hijo:
- Joaquín María Melgarejo y Martínez de Peral (Madrid, 27 de junio de 1926-20 de septiembre de 2009), III marqués de Melgarejo de los Infantes,[1][3] Fue autorizado para ostentar el título el 22 de junio de 1983.[7][3] caballero de Honor y Devoción de la Soberana Orden de Malta, maestrante de Granada, infanzón de Illescas y caballero del Real Estamento Militar del Principado de Gerona.

Se casó el 4 de septiembre de 1953 con María de la Paloma de Nárdiz y Bernaldo de Quirós (LLanes, 19 de marzo de 1933-2003), hija de Juan de Nárdiz y Oruña, VIII barón de Velli, y de María Bernaldo de Quirós y Argüelles. Padres de Antonio, Paloma, María Encarnación y Covadonga Melgarejo de Nárdiz.